# Роза Австрийская
Роза Австрийская (нем. Rosa von Österreich), также Роза Габсбург-Лотарингская (нем. Rosa von Habsburg-Lothringen и Роза Австро-Тосканская, после замужества — Роза Вюртембергская (нем. Rosa von Württemberg; 22 сентября 1906, Парш — 17 сентября 1983, Фридрихсхафен) — эрцгерцогиня Австрийская из династии Габсбургов, дочь эрцгерцога Петера Фердинанда Австрийского и принцессы Марии Кристины Бурбон-Сицилийской, вторая жена титулярного короля Вюртемберга Филиппа Альбрехта.

## Биография
Роза родилась 22 сентября 1906 года в районе Парш города Зальцбург, расположенном у подножия горы Гайсберг. Она была четвертым ребенком и второй дочерью в семье эрцгерцога Петера Фердинанда Австрийского и его жены Марии Кристины Бурбон-Сицилийской. Имела старших братьев Готтфрида и Георга и сестру Елену. Отец был средним сыном последнего великого герцога Тосканы Фердинанда IV. Роза появилась на свет еще при жизни деда.
Семейство к 1907 году проживало в Линце, после чего переехало в Венеу. Петер Фердинанд во время Первой мировой войны принимал участие в военных действиях в Галиции и на итальянском фронте. После ее окончания и распада империи семья поселилась в Люцерне в Швейцарии.
Старшая сестра Розы осенью 1923 году вступила в брак с наследным принцем Вюртемберга Филиппом Альбрехтом, но уже через год умерла от последствий родов. Ее вдовец тяжело переживал потерю жены. Завершив обучение в Тюбингенском университете и получив докторскую степень, он попросил у эрцгерцога Петера Фердинанда руки младшей дочери.
В возрасте 21 года Роза вышла замуж за 34-летнего принца Филиппа Альбрехта Вюртембергского. Жених был сыном титулярного короля Вюртемберга Альбрехта и от первого брака имел дочь. Свадьба состоялась 1 августа 1928 года в Фридрихсхафене в Веймарской республике. Отец мужа жил в замке Альтсхаузен. В ведении семьи также был замок Фридрихсхафен. Впрочем, до 1934 года они жили в Штутгарте. После отказа поднять над своим домом нацистскую свастику, семья была вынуждена переехать в Альтсхаузен.
У супругов родилось шестеро детей:

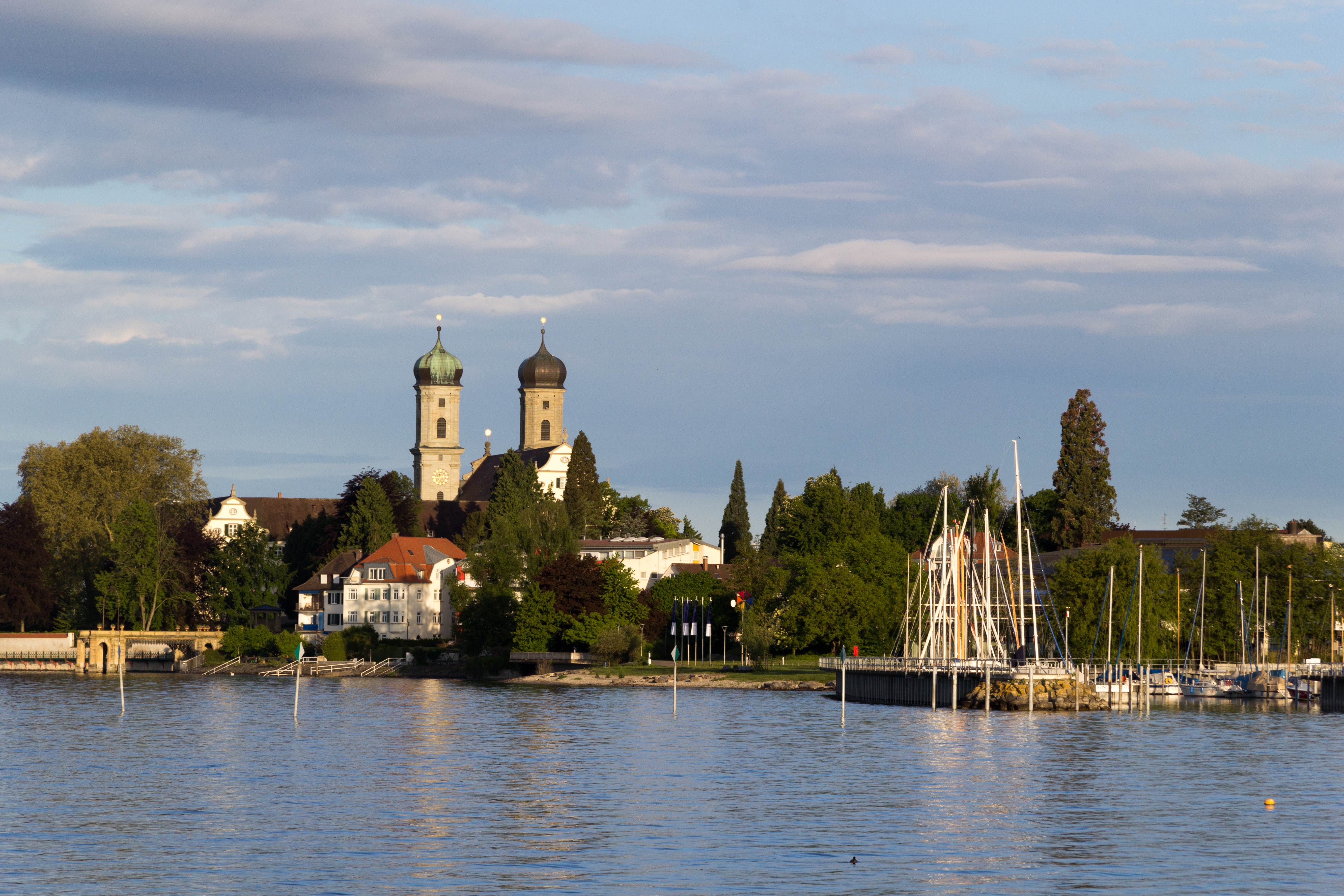
Замок Фридрихсхафен

- Елена (1929—2021) — жена маркиза Фредерико Паллавичини, имела четверых детей;
- Людвиг (1930—2019) — отказался от прав на трон королевства Вюртемберг в январе 1960 года, был дважды морганатически женат, имеет четверых детей от обоих браков;
- Елизавета (1933—2022) — жена принца Антуана Бурбон-Сицилийского, имеет четверых детей;
- Мария Тереза (1934) — герцогиня де Монпансье, разведена с принцем Анри Орлеанским, графом Парижским, имеет от него пятерых детей;
- Карл (1936—2022) — титулярный король Вюртемберга с 1975 года, женат на французской принцессе Диане Орлеанской, имеет шестерых детей;
- Мария Антония (1937 — 2004) — замужем не была, детей не имела.

В 1939 году Филипп Альбрехт стал титулярным королем Вюртемберга и председателем Вюртембергского дома. Также занимался бизнесом, в том числе строительством, лесным хозяйством и виноделием. Умер весной 1975 года.
Роза пережила мужа на восемь лет и ушла из жизни 17 сентября 1983 года в Фридрихсхафене. Похоронена рядом с ним в крипте кирхи Альтсгаузенського замка.

## Титулы
- 22 сентября 1906 — 1 августа 1928 — Ее Императорское и Королевское Высочество Эрцгерцогиня Роза Австрийская, принцесса Венгрии, Богемии и Тосканы;
- 1 августа 1928 — 31 октября 1939 — Ее Императорское и Королевское Высочество Принцесса Роза, Наследственная Герцогиня Вюртемберга, Эрцгерцогиня Австрийская, принцесса Венгрии, Богемии и Тосканы;
- 31 октября 1939 — 17 апреля 1975 — Ее Императорское и Королевское Высочество Принцесса Роза, Герцогиня Вюртемберга, Эрцгерцогиня Австрийская, принцесса Венгрии, Богемии и Тосканы;
- 17 апреля 1975 — 17 сентября 1983 — Ее Императорское и Королевское Высочество Принцесса Роза, вдовствующая герцогиня Вюртемберга, Эрцгерцогиня Австрийская, принцесса Венгрии, Богемии и Тосканы.